# Benigno Ferrera
Benigno Giuseppe Ferrera (* 30. Juni 1893 in Formazza; † 24. November 1988 ebenda) war ein italienischer Skilangläufer.
Ferrera, der für den SC Formazza startete, wurde im Jahr 1915 italienischer Meister über 18 km und gewann zwischen 1920 und 1932 siebenmal das Valligiani, das zu der Zeit wichtigste Mannschaftsrennen des italienischen Skilanglaufs. Bei den Olympischen Winterspielen 1924 in Chamonix belegte er den 13. Platz über 50 km.